# Violet Detector
Touhou Hifuu Nightmare Diary ~ Violet Detector è il 16.5° gioco del Touhou Project, pubblicato al 94° Comiket, il 10 agosto 2018. È il terzo gioco della serie e consente al giocatore di passare dall'uso delle fotografie per distruggere i proiettili di danmaku e per ridurre la salute dei nemici.

## Trama
Sumireko Usami, un'umana del Mondo Esterno, ha la capacità di visitare Gensokyo, ma solo durante i suoi sogni. Ha un sogno ricorrente in cui viene attaccata da Reimu Hakurei senza motivo. Sumireko si è preparata a fotografare il danmaku di Reimu e altri residenti di Gensokyo, allo scopo di caricarlo sui social media.

## Modalità di gioco
Violet Detector è un gioco sparatutto bidimensionale in cui il giocatore deve sparare a un singolo boss nemico per esaurirle la loro salute, evitando i loro attacchi. A differenza dei precedenti giochi fotografici Touhou (Shoot the Bullet e Double Spoiler), la fotocamera del giocatore non è il loro unico mezzo di attacco e il gameplay è più caratteristico dei normali giochi Touhou. Il giocatore ha uno scatto regolare, che viene utilizzato per sconfiggere i nemici, e la telecamera ha un ruolo secondario, essendo in grado di rimuovere i proiettili nemici, ma deve essere caricata prima di poter essere utilizzata. È necessario scattare almeno una fotografia del boss affinché un giocatore possa passare alla fase successiva.
In Violet Detector, ogni fase consiste di un solo boss, che ha solo una singola Carta Magia. Tuttavia, l'utilizzo della telecamera non fornisce al giocatore di un momento invulnerabilità e il giocatore ha solo una vita, che se persa, richiede il riavvio dell'intero livello dall'inizio. Al giocatore viene anche data la possibilità di teletrasportarsi per uscire dalla linea di tiro del nemico.

## Sviluppo
Violet Detector è stato annunciato sul blog di ZUN e su Twitter il 19 luglio 2018. Il gioco è stato distribuito fisicamente il 10 agosto al Comiket, e pubblicato su Steam lo stesso giorno.

## Accoglienza
IGN ha dato al gioco un 7/10, dicendo che "Touhou Violet Detector" è abbastanza difficile, ma sia la sua storia che le meccaniche meritano un elogio per il loro design."Il gioco è stato criticato per essere spietato per i nuovi giocatori e per la meccanica del teletrasporto scomoda da usare, suggerendo che l'implementazione delle impostazioni di difficoltà e un keybind teletrasporto dedicato avrebbero migliorato il gioco". Su Steam, oltre il 74% delle recensioni dei giocatori è positivo.